# Nordwestprovinz (Sambia)
Die Nordwestprovinz (englisch North-Western Province) der Republik Sambia ist eine der zehn Provinzen des Landes. Sie ist mit einer Fläche von 125.826 km² und 1.270.028 Einwohnern (Zensus 2022), also etwa 10 Menschen pro Quadratkilometer, eine der am dünnsten besiedelten Provinzen Sambias. Die Hauptstadt der Nordwestprovinz ist Solwezi. Die Provinz schließt den westlichen Teil des Copperbelt ein.

## Geografie
Sie grenzt im Osten an die Provinz Copperbelt, im Südosten an die Zentralprovinz und im Süden an die Westprovinz. Im Westen grenzt sie an die Provinz Moxico in Angola und im Norden an die Provinzen Lualaba und Haut-Katanga in der Demokratischen Republik Kongo.
| Lualaba, Demokratische Republik Kongo | Lualaba, Demokratische Republik Kongo       | Haut-Katanga, Demokratische Republik Kongo |
| Moxico, Angola                        | Kompassrose, die auf Nachbargemeinden zeigt | Copperbelt                                 |
| Moxico, Angola                        | Westprovinz                                 | Zentralprovinz                             |

Die Nordwestprovinz ist von den drei mächtigen Flüssen Sambesi, Kafue und Kabompo geprägt. Es gibt riesige saisonale Flutgebiete, weite Grassteppen, unpassierbare Kalaharisandflächen und endlose Miombowälder. Das Klima ist in der Trockenzeit von Mai bis Juli kühl und trocken, 0–10 °C bei Nacht und 15–25 °C am Tag. August bis November wird es wärmer bis 30 °C und die Luft wird feucht und drückend, bis die Regenzeit etwa im November beginnt. In der Regenzeit von Dezember bis April ist es warm und feucht, es regnet fast jeden Tag.
Die Nordwestprovinz umfasst sehr unterschiedliche klimatische Zonen. Sie reichen vom regenreichen Norden mit Wäldern bis zum ariden, sandigen Süden. Der Norden der Provinz ist das Quellgebiet des Sambesi.

## Infrastruktur
Die zahlreichen Flüsse und deren regelmäßiges Hochwasser machen ein gutes Wegenetz wegen der fehlenden Brücken schwierig. Ihre stark schwankenden Wasserstände wiederum lassen Schifffahrt nur begrenzt zu. Viele Straßen in der Nordwestprovinz sind nicht asphaltiert. Wichtige Fernstraßen sind die M8 von Solwezi nach Kasempa, die M18 und die T5, die den Copperbelt mit Angola verbindet. Die Nordwestprovinz war lange nicht sehr entwickelt. Allerdings wurde in den letzten Jahren die Infrastruktur deutlich erweitert.

## Wirtschaft
In den letzten Jahren wurden vor allem in den Distrikten Solwezi, Kalumbila, Mufumbwe und Mushindamo Kupfer und Nickel gefunden. Ebenso in den Distrikten Mwinilunga und Kasempa Gold.
Ansonsten ist die Provinz stark von der Landwirtschaft geprägt. Die Auen und die seiner zahlreichen Nebenflüsse erlauben bis weit in den Süden intensive Viehzucht und Reisanbau. 87 % der Menschen leben als Subsistenzbauern.
Die Nordwestprovinz ist vergleichsweise isolierte, da die benachbarte angolanische Provinz Moxico noch dünner besiedelt ist und nach Norden die Demokratische Republik Kongo ebenfalls wenigen Menschen zu bieten hat. Dennoch kommen von dort signifikante wirtschaftliche Impulse. Im Inland bleibt als Absatzgebiet nur die Copperbelt-Region, die durch den Bergbau als devisenbringende Region ihre eigenen Bedingungen setzt, mithin die Preise bestimmt. Die wiederum sind eminent politisch, da die Preise für Ernährung hier die politische Stabilität des Landes insgesamt beeinflussen. Das schränkt die Leistungsbereitschaft in der Nordwestprovinz stark ein – wie in vielen anderen Provinzen auch, die nicht wie die Zentralprovinz als Kornkammer des Landes mit Investitionen und vielen Entwicklungshilfeprojekten massiv gefördert werden.
Eine Merkwürdigkeit in dieser Provinz sind die zahlreichen Lynchmorde „wegen Hexerei“, deren reale Kontexte in Berichten nicht erhellt werden. Auffällig ist, dass ihnen vor allem sehr alte Menschen zum Opfer fallen, was auf eine dramatische Unterversorgung der Provinz mit Lebensmitteln und auf drückende Armut verweist. Ein ähnliches Phänomen ist in Kaputa, einem sehr armen und unerschlossenen Distrikt in der Nordprovinz zu vermerken, wo der Staat faktisch nicht existent und Subsistenz ohne Geldeinkommen normal ist.

## Distrikte

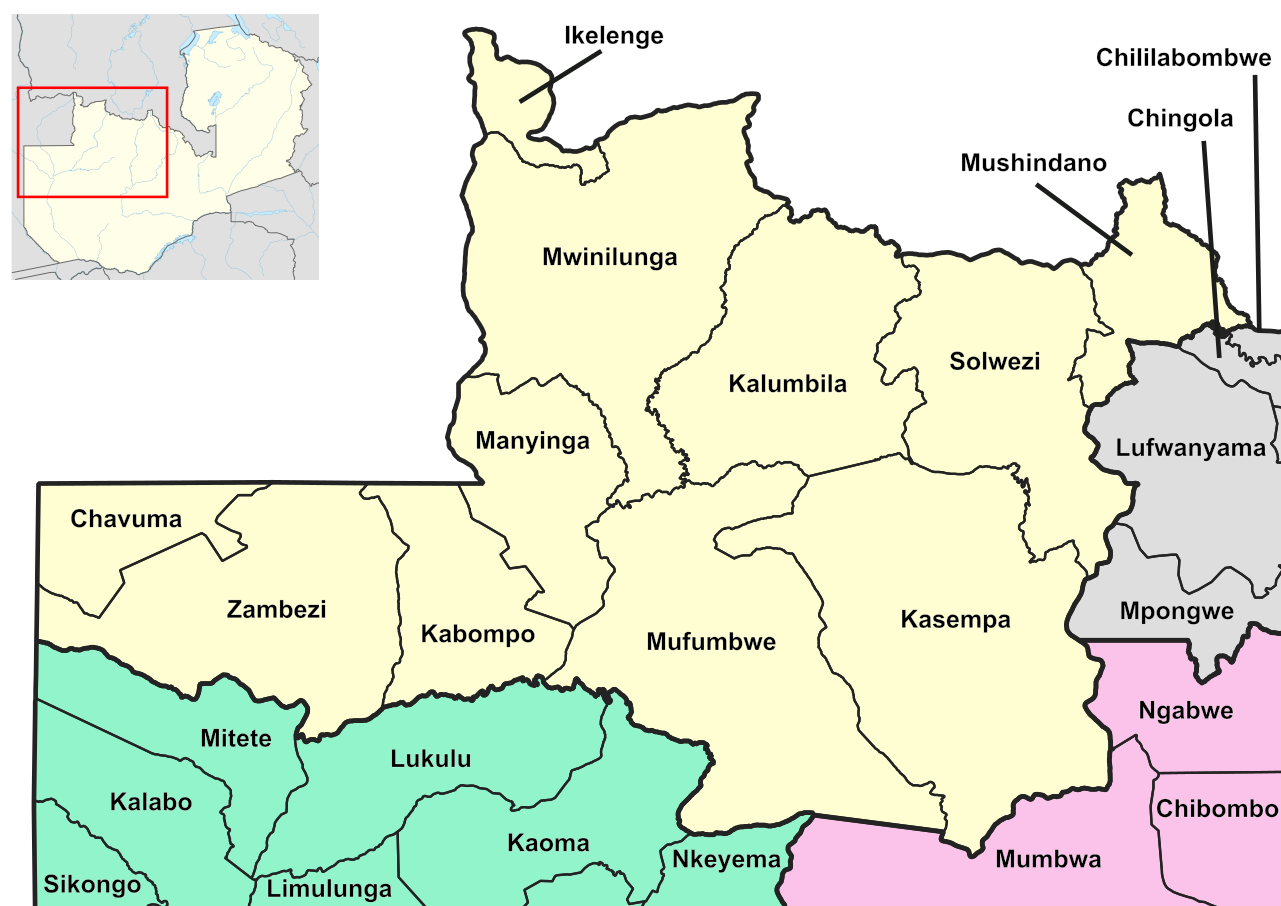
Distrikte der Nordwestprovinz

Die Provinz besteht aus elf Distrikten (Stand 2022):
| Distrikt   | Fläche in [km²] | Einwohner 2010 | Einwohner 2022 | Durchschnittliche jährliche Wachstumsrate [%] | Bevölkerungsdichte 2022 [Einwohner/km²] |
| ---------- | --------------- | -------------- | -------------- | --------------------------------------------- | --------------------------------------- |
| Chavuma    | 4924            | 35.041         | 54.959         | 3,8                                           | 11                                      |
| Ikelenge   | 2220            | 32.919         | 44.775         | 2,6                                           | 20                                      |
| Kabompo    | 7200            | 44.180         | 65.760         | 3,4                                           | 9                                       |
| Kalumbila  | 16.456          | 69.608         | 177.067        | 8,1                                           | 11                                      |
| Kasempa    | 21.860          | 85.505         | 111.272        | 2,2                                           | 5                                       |
| Manyinga   | 7480            | 48.141         | 75.030         | 3,8                                           | 10                                      |
| Mufumbwe   | 18.942          | 58.062         | 98.217         | 4,5                                           | 5                                       |
| Mushindamo | 10.407          | 36.433         | 65.335         | 5,0                                           | 6                                       |
| Mwinilunga | 18.830          | 104.317        | 136.770        | 2,3                                           | 7                                       |
| Solwezi    | 3336            | 132.532        | 332.623        | 8,0                                           | 100                                     |
| Zambezi    | 14.172          | 80.306         | 108.220        | 2,5                                           | 8                                       |
| Gesamt     | 125.826         | 727.044        | 1.270.028      | 4,8                                           | 10                                      |

## Demografie
| Jahr | Einwohnerzahl |
| ---- | ------------- |
| 1969 | 231.733       |
| 1980 | 302.668       |
| 1990 | 387.552       |
| 2000 | 583.350       |
| 2010 | 727.044       |
| 2015 | 833.818       |
| 2022 | 1.270.028     |